# Халмира
Халмира  е римски и византийски кастел, селище и пристанище, разположено на 2,5 км западно от днешното село Муригьол в устието на делтата на Дунав в Румъния. То е известно като място, където телата на двамата християнски светци, Епиктет и Астион са открити в периода през 2004. През 290 г. от нашата ера, по време на гоненията на християните от Диоклециан те претърпял мъченичество на това място.

## История
- През античността Халмира служи като междинна складова база при колонизацията и културния обмен в региона. Селището се населява от желязната епоха до византийския период.
- Оригиналното укрепление е направено от дървен материал и торф, а след като придобива значение с редовния си гарнизон в устието на река Дунав, крепостта е изградена от камък.
- Готите и хуните нахлуват от север през Дунав и превземат временно крепостта.
- В началото на 4 век император Константин построява базилика.
- Серия от земетресения променят курса на Дунав и крепостта остава далеч от реката. Халмира постепенно губи своето значение и е изоставена.

## Текущи дейности
- Крепостта с нейните казарми, северозападна кула и съоръжения на пристанището са обект на археологически разкопки от Михаил Захариаде и Джон Каравас.